# إيفان يوجين فرازير
إيفان يوجين فرازير هو سياسي كندي، ولد في 15 مارس 1865، وتوفي في 4 أغسطس 1949. حزبياً، نشط في حزب أونتاريو المحافظ التقدمي. وقد انتخب عضو برلمان مقاطعة أونتاريو وانتخب عضو مجلس العموم الكندي.